# Сара (приток Москвы)
Са́ра — ручей в Таганском районе Центрального административного округа Москвы, левый приток Москвы-реки. По степени техногенной трансформации относится к IV классу — поверхностный водоток утрачен, река канализирована более чем на 90%. Ручей с 1912 года протекает в подземном коллекторе.
Длина реки составляет 1,3-1,5 км. Исток расположен у пересечения Малой Калитниковской улицы с улицей Талалихина. Водоток проходит на юго-запад, пересекает Марксистскую и Воронцовскую улицы и протекает на восток вдоль 3-го Крутицкого переулка. Устье расположено у Новоспасского моста.
Точное происхождение гидронима не установлено. Возможно, он произошёл от слова «сара» — осока, болото, заболоченная река. В финно-угорских языках встречается корень «сар», имеющий похожее значение. В русском языке есть корень «сыр», образованный от слов сырой, сырость. Название могло быть дано по резиденции Сарских архиереев, так как река протекала недалеко от Крутицкого подворья.